# جزوآلدو (کامپانیا)
جزوآلدو (به ایتالیایی: Gesualdo) یک کومونه در ایتالیا است که در استان آولینو واقع شده‌است. جزوآلدو ۲۷ کیلومتر مربع مساحت و ۳٬۸۲۸ نفر جمعیت دارد و ۶۴۰ متر بالاتر از سطح دریا واقع شده‌است.